# Mastiff A/S
Mastiff A/S er et dansk tv-produktionsselskab, der er ejet af multinationale Zodiak Media. Søsterselskaber hvor "Mastiff" er en del af navnet findes i Sverige og Norge.

## Historie
Mastiff blev dannet i 2003 ved en fusion af danske MTV Produktion og svenske Wegelius TV, grundlagt 1991. Efter fusionen hed virksomheden MTV Mastiff, men i 2008 ændredes navnet til det nuværende for at undgå forveksling med musikkanalen MTV. Virksomheden ejes i dag af franske Banijay Group. 

## Tv-produktioner
Blandt Mastiffs produktioner de senere år er Vild med dans, Hit med sangen, Paradise Hotel, Fangerne på Fortet, Den Store Klassefest og Toppen af Poppen.